# Pericyma metaleuca
Pericyma metaleuca là một loài bướm đêm trong họ Erebidae.